# Rubén Terán Águila
Rubén Terán Águila (Puebla de Zaragoza, Puebla; 9 de agosto de 1981) es un abogado, orador y político, un Diputado Federal por el II Distrito del Estado de Tlaxcala por el partido Morena en la LXIV Legislatura.
Fue licenciado en Derecho por la Universidad Autónoma de Tlaxcala. Ha sido ponente en diferentes seminarios y diplomados, integrante del Foro Nacional de Oradores "José Muñoz Cota Ibáñez", consultor y asesor político, campeón nacional de oratoria en el año 2006 (en el Estado de Puebla) en el marco del Bicentenario del Natalicio de "Benito Pablo Juárez García", autor del libro "La Visión de los Vencedores", miembro distinguido de "Fundación Reforma Ideológica A.C.".
Hijo de José Luciano Terán Zainos y de Guadalupe Águila Paredes, es el mayor de sus dos hermanas Liliana y Yuliana. Cursó su educación básica en escuelas públicas del estado de Tlaxcala y es maestrante en Ciencias Políticas por la Benemérita Universidad Autónoma de Puebla. En el año 2002 estudió la licenciatura en derecho, trabajó como Secretario Técnico en la Comisión de Protección Civil y Seguridad Pública en la LVIII Legislatura del Estado de Tlaxcala, ha ejercido como abogado litigante, comerciante y ganadero. Fungió como Representante Especial del Ejecutivo ante el Fondo de Protección a Victimas de los Delitos y Ayuda a Indigentes Procesados en el Estado de Tlaxcala y Secretario Técnico de la Comisión Ejecutiva del Sistema Estatal de Seguridad Pública del Estado de Tlaxcala. Coordinador de diferentes campañas políticas y asesor en administración pública. 
Actualmente es Diputado Federal por el II Distrito del Estado de Tlaxcala por el partido Morena en la LXIV Legislatura y es Diputado Local Electo en el Estado de Tlaxcala, por el principio de representación proporcional, también por Morena.
Militó en el Partido de la Revolución Democrática, fue candidato a Diputado Local por el XII distrito por ese partido y en el año 2016 se afilia al partido Morena.